# Katarzyna Piekarska
Katarzyna Maria Piekarska (ur. 23 września 1967 w Warszawie) – polska polityk i prawniczka, w 1997 podsekretarz stanu w Ministerstwie Spraw Wewnętrznych i Administracji, posłanka na Sejm II, III, IV, V, IX i X kadencji.

## Życiorys
W 1986 ukończyła II Liceum Ogólnokształcące im. Stefana Batorego w Warszawie, a w 1992 studia na Wydziale Prawa i Administracji Uniwersytetu Warszawskiego. Uzyskała uprawnienia radcy prawnego.
W 1986 przystąpiła do Niezależnego Zrzeszenia Studentów, a w 1990 do ROAD. Później należała do Unii Demokratycznej, z listy której po raz pierwszy została w 1993 wybrana do Sejmu. W 1997 za namową Leszka Millera przeszła z Unii Wolności do Sojuszu Lewicy Demokratycznej. W tym samym roku pełniła funkcję wiceministra w MSWiA. Objęła funkcję przewodniczącej stowarzyszenia Młode Kobiety w Polityce, była wiceprezesem Polskiego Czerwonego Krzyża.
W 1997, 2001 i 2005 uzyskiwała mandat poselski z ramienia SLD w okręgach warszawskich: nr 1 i nr 19. W Sejmie IV kadencji pełniła funkcję przewodniczącej Komisji Sprawiedliwości i Praw Człowieka. Od marca 2004 do maja 2005 była wiceprzewodniczącą Sojuszu Lewicy Demokratycznej. W wyborach prezydenckich w 2005 zajmowała stanowisko szefowej sztabu wyborczego kandydata na prezydenta Włodzimierza Cimoszewicza. W przedterminowych wyborach parlamentarnych w 2007 bez powodzenia ubiegała się o reelekcję z listy Lewicy i Demokratów. 18 maja 2008 została przewodniczącą SLD w województwie mazowieckim. 1 czerwca tego samego roku została wiceprzewodniczącą SLD. W wyborach samorządowych w 2010 uzyskała mandat radnej sejmiku województwa mazowieckiego.
Startowała także w wyborach parlamentarnych w 2011 z pierwszego miejsca listy SLD w okręgu podwarszawskim, kolejny raz nie uzyskała mandatu poselskiego. 14 kwietnia 2012 bez powodzenia ubiegała się o ponowny wybór na stanowisko przewodniczącej mazowieckiego SLD, a dwa tygodnie później przestała być wiceprzewodniczącą partii. W wyborach do Parlamentu Europejskiego w 2014 startowała z listy koalicji SLD-UP w okręgu nr 4 (Warszawa I); nie uzyskała mandatu posła, zdobywając 9912 głosów. W tym samym roku została natomiast ponownie radną sejmiku z ramienia SLD (jako jedyny przedstawiciel tego ugrupowania w województwie).
W 2015 ponownie kandydowała do Sejmu z ramienia Zjednoczonej Lewicy, a w wyborach samorządowych w 2018 nie odnowiła mandatu radnej. W lipcu 2019 zrezygnowała z członkostwa w Sojuszu Lewicy Demokratycznej i została ogłoszona kandydatką Koalicji Obywatelskiej do Sejmu w wyborach parlamentarnych w tym samym roku (z rekomendacji Inicjatywy Polska). W wyborach z października 2019 uzyskała mandat posłanki IX kadencji, otrzymując 8780 głosów. W wyborach w 2023 została wybrana do Sejmu X kadencji, zdobywając 8748 głosów.

## Odznaczenia
- Złota Odznaka „Za zasługi w pracy penitencjarnej” (2004)[14]
- Odznaka „Za zasługi dla Łowiectwa” (1996)[14]
- Odznaka „Za Zasługi dla ZKRPiBWP” (2025)[15]

## Życie prywatne
Jej mężem był Leszek Kwiatek; ma syna Kacpra. W 2022 przeszła operację usunięcia guza piersi.

## Wyniki wyborcze
| Wybory | Komitet wyborczy  | Komitet wyborczy                              | Organ                              | Okręg          | Wynik           |
| ------ | ----------------- | --------------------------------------------- | ---------------------------------- | -------------- | --------------- |
| 1993   |                   | Unia Demokratyczna                            | Sejm II kadencji                   | nr 1           | 3171 (0,40%)    |
| 1997   |                   | Sojusz Lewicy Demokratycznej                  | Sejm III kadencji                  | nr 1           | 13 349 (1,68%)  |
| 2001   |                   | Sojusz Lewicy Demokratycznej – Unia Pracy     | Sejm IV kadencji                   | nr 19          | 8266 (1,13%)    |
| 2005   |                   | Sojusz Lewicy Demokratycznej                  | Sejm V kadencji                    | nr 19          | 26 511 (3,49%)  |
| 2007   |                   | Lewica i Demokraci                            | Sejm VI kadencji                   | nr 19          | 9514 (0,83%)    |
| 2010   |                   | Sojusz Lewicy Demokratycznej                  | Sejmik Województwa Mazowieckiego   | nr 1           | 42 080 (21,41%) |
| 2011   | Sejm VII kadencji | Sojusz Lewicy Demokratycznej                  | nr 20                              | 13 944 (3,10%) |                 |
| 2014   |                   | KKW Sojusz Lewicy Demokratycznej – Unia Pracy | Parlament Europejski VIII kadencji | nr 4           | 9912 (1,30%)    |
| 2014   |                   | SLD Lewica Razem                              | Sejmik Województwa Mazowieckiego   | nr 1           | 23 720 (12,86%) |
| 2015   |                   | Zjednoczona Lewica                            | Sejm VIII kadencji                 | nr 20          | 7986 (0,73%)    |
| 2018   |                   | SLD Lewica Razem                              | Sejmik Województwa Mazowieckiego   | nr 1           | 27 910 (9,21%)  |
| 2019   |                   | Koalicja Obywatelska                          | Sejm IX kadencji                   | nr 19          | 8780 (0,64%)    |
| 2023   | Sejm X kadencji   | Koalicja Obywatelska                          | 8748 (0,51%)                       | nr 19          |                 |